# Pacificanthia rotundicollis
Pacificanthia rotundicollis là một loài bọ cánh cứng trong họ Cantharidae. Loài này được Say miêu tả khoa học năm 1825.